# Pontocythere sclerochilus
Pontocythere sclerochilus är en kräftdjursart som först beskrevs av Tressler och E. M. Smith 1948.  Pontocythere sclerochilus ingår i släktet Pontocythere och familjen Cushmanideidae. Inga underarter finns listade i Catalogue of Life.